# Диброва (Меловский район)
Диброва (укр. Діброва) — село в Меловском районе Луганской области Украины. Входит в Никольский сельский совет.
Население по переписи 2001 года составляло 486 человек. Почтовый индекс — 92504. Телефонный код — 6465. Занимает площадь 3 км². Код КОАТУУ — 4422884404.

## Местный совет
92510, Луганська обл, Міловський р-н, с. Микільське, пл. Героїв Великої Вітчизняної війни, 1  (укр.)